# Mistrzostwa Polski Seniorów w Lekkoatletyce 1933
14. Mistrzostwa Polski Seniorów w Lekkoatletyce – zawody, które rozgrywane były w Bydgoszczy na Stadionie Miejskim w dniach 1–2 lipca 1933 roku (mężczyźni). 12. mistrzostwa kobiet odbyły się w Królewskiej Hucie na stadionie WF (Stadionie Miejskim na Górze Redena) w dniach 15–16 lipca.

## Rezultaty
| NR – rekord Polski \| NL – najlepszy wynik w Polsce w sezonie \| SB – najlepszy wynik w sezonie \| PB – rekord życiowy |

### Mężczyźni
| Konkurencja:               | 1. miejsce                                                                      | Rezultat | 2. miejsce                                                                            | Rezultat | 3. miejsce                                                                      | Rezultat |
| Bieg na 100 m              | Stefan Sikorski Polonia Warszawa                                                | 11,0     | Stefan Twardowski AZS Warszawa                                                        | o pierś  | Kazimierz Radwański Warta Poznań                                                |          |
| Bieg na 200 m              | Klemens Biniakowski Warta Poznań                                                | 22,8     | Walter Marciniec Warta Poznań                                                         | 23,4     | Feliks Kulpiński Warta Poznań                                                   |          |
| Bieg na 400 m              | Klemens Biniakowski Warta Poznań                                                | 51,8     | Antoni Lesicki Warta Poznań                                                           | 52,6     | Feliks Kulpiński Warta Poznań                                                   |          |
| Bieg na 800 m              | Kazimierz Kucharski Jagiellonia Białystok                                       | 1:59,9   | Kazimierz Kuźmicki AZS Warszawa                                                       | 2:00,0   | Antoni Maszewski Polonia Warszawa                                               |          |
| Bieg na 1500 m             | Kazimierz Kucharski Jagiellonia Białystok                                       | 4:06,6   | Julian Strzałkowski Jagiellonia Białystok                                             | 4:08,8   | Kazimierz Kuźmicki AZS Warszawa                                                 | 4:09,8   |
| Bieg na 5000 m             | Kazimierz Fiałka Cracovia                                                       | 15:41,6  | Józef Kurpesa Strzelec Łódź                                                           | 15:44,0  | Zenon Puchalski Legia warszawa                                                  | o 60 m   |
| Bieg na 10 000 m           | Kazimierz Fiałka Cracovia                                                       | 32:50,0  | Jan Robiński Warta Poznań                                                             | 33:43,0  | Wacław Duplicki AZS Warszawa                                                    |          |
| Bieg na 110 m przez płotki | Władysław Niemiec Pogoń Lwów                                                    | 15,8     | Władysław Komar AZS Poznań                                                            | 15,9     | Jan Wieczorek 3 psap Wilno                                                      |          |
| Bieg na 400 m przez płotki | Antoni Maszewski Polonia Warszawa                                               | 57,6     | Antoni Sobik Stadion Królewska Huta                                                   | 58,0     | Walter Marciniec Warta Poznań                                                   |          |
| Sztafeta 4 × 100 m         | AZS Warszawa Stefan Twardowski Jerzy Koźlicki Janusz Łopacki Tadeusz Gałęzowski | 44,8     | Warta Poznań Feliks Kulpiński Henryk Stawiński Edmund Stryczyński Klemens Biniakowski | 45,3     | Pogoń Katowice                                                                  |          |
| Sztafeta 4 × 400 m         | Warta Poznań Jan Iwański Artur Jezierski Walter Marciniec Klemens Biniakowski   | 3:32,4   | Warta II Poznań Czesław Pawlak Edmund Kędzia Feliks Kulpiński Antoni Lesicki          | 3:34,2   | AZS Warszawa Zygmunt Weiss Jerzy Koźlicki Kazimierz Kuźmicki Stefan Kostrzewski | 3:35,6   |
| Skok wzwyż                 | Władysław Niemiec Pogoń Lwów                                                    | 1,80     | Jerzy Pławczyk AZS Warszawa                                                           | 1,75d    | Władysław Komar AZS Poznań                                                      | 1,75d    |
| Skok o tyczce              | Juliusz Kluk Legia Warszawa                                                     | 3,83d    | Wilhelm Schneider Pogoń Katowice                                                      | 3,73d    | Jerzy Pławczyk AZS Warszawa                                                     | 3,65     |
| Skok w dal                 | Stefan Sikorski Polonia Warszawa                                                | 6,94     | Stefan Twardowski AZS Warszawa                                                        | 6,77     | Edward Luckhaus Jagiellonia Białystok                                           | 6,68     |
| Trójskok                   | Edward Luckhaus Jagiellonia Białystok                                           | 14,25    | Stefan Sikorski Polonia Warszawa                                                      | 13,69    | Karol Hoffmann Warta Poznań                                                     | 13,41    |
| Pchnięcie kulą             | Zygmunt Heljasz Warta Poznań                                                    | 15,34    | Zygmunt Siedlecki Legia Warszawa                                                      | 14,27    | Zbigniew Tilgner Sokół Poznań                                                   | 14,24    |
| Rzut dyskiem               | Zbigniew Tilgner Sokół Poznań                                                   | 42,58    | Zygmunt Heljasz Warta Poznań                                                          | 41,92    | Zygmunt Siedlecki Legia Warszawa                                                | 41,57    |
| Rzut młotem                | Alojzy Więckowski Sokół Bydgoszcz                                               | 39,79    | Józef Leśkiewicz KSZO Ostrowiec                                                       | 35,76    | Alojzy Kiełpikowski Sokół Bydgoszcz                                             | 34,36    |
| Rzut oszczepem             | Walter Turczyk Warta Poznań                                                     | 59,86    | Władysław Mikrut Sokół Bydgoszcz                                                      | 55,44    | Józef Leśkiewicz KSZO Ostrowiec                                                 | 53,10    |

### Kobiety
| Konkurencja:              | 1. miejsce                                                                                | Rezultat | 2. miejsce                                                                         | Rezultat | 3. miejsce                                                                           | Rezultat |
| Bieg na 60 m              | Otylia Kałuża Stadion Królewska Huta                                                      | 7,9      | Aniela Sikora Stadion Królewska Huta                                               | 8,1      | Maryla Freiwald Makabi Kraków                                                        | 8,2      |
| Bieg na 100 m             | Otylia Kałuża Stadion Królewska Huta                                                      | 13,1     | Elżbieta Białas Pogoń Katowice                                                     | 13,2     | Aniela Sikora Stadion Królewska Huta                                                 | 13,2     |
| Bieg na 200 m             | Otylia Kałuża Stadion Królewska Huta                                                      | 26,9     | Helena Gottlieb Makabi Kraków                                                      | 27,8     | Elżbieta Białas Pogoń Katowice                                                       | 28,2     |
| Bieg na 800 m             | Jadwiga Nowacka AZS Warszawa                                                              | 2:29,6   | Irena Świderska AZS Poznań                                                         | 2:32,4   | Jadwiga Głażewska ŁKS Łódź                                                           | 2:32,6   |
| Bieg na 80 m przez płotki | Felicja Schabińska AZS Warszawa                                                           | 13,3     | Erna Orzeł Stadion Królewska Huta                                                  | 13,5     | Maryla Freiwald Makabi Kraków                                                        | 13,8     |
| Sztafeta 4 × 100 m        | Stadion Królewska Huta Aniela Sikora Małgorzata Karpińska Matylda Roszczyk Otylia Kałuża  | 53,4     | Makabi Kraków Helena Gottlieb Eugenia Glassner Maryla Freiwald Anda Metzendorf     | 54,1     | AZS Warszawa Alina Hulanicka Alicja Piotrowska Helena Woynarowska Felicja Schabińska | 56,5     |
| Sztafeta 4 × 200 m        | Stadion Królewska Huta Małgorzata Hanysz Małgorzata Karpińska Aniela Sikora Otylia Kałuża | 1:52,8   | AZS Warszawa Alina Hulanicka Felicja Schabińska Jadwiga Nowacka Helena Woynarowska | 1:56,7   | Pogoń Katowice Anna Breuer Maria Szuas Elfryda Praiss Elżbieta Białas                | 1:57,0   |
| Skok wzwyż                | Jadwiga Wajs Sokół Pabianice                                                              | 1,445d   | Erna Orzeł Stadion Królewska Huta                                                  | 1,405d   | Genowefa Plucik Brygada Częstochowa                                                  | 1,405d   |
| Skok w dal                | Aniela Sikora Stadion Królewska Huta                                                      | 5,18     | Helena Tokarzewicz Jagiellonia Białystok                                           | 5,06     | Maryla Freiwald Makabi Kraków                                                        | 4,85     |
| Skok w dal z miejsca      | Aniela Sikora Stadion Królewska Huta                                                      | 2,36     | Alina Hulanicka AZS Warszawa                                                       | 2,34     | Wanda Jasieńska AZS Poznań                                                           | 2,32     |
| Pchnięcie kulą            | Wanda Jasieńska AZS Poznań                                                                | 11,76    | Jadwiga Wajs Sokół Pabianice                                                       | 11,64    | Sonia Szmukler Makabi Wilno                                                          | 10,73    |
| Rzut dyskiem              | Jadwiga Wajs Sokół Pabianice                                                              | 43,08    | Wanda Jasieńska AZS Poznań                                                         | 33,75    | Genowefa Cejzik AZS Warszawa                                                         | 33,46    |
| Rzut oszczepem            | Wanda Jasieńska AZS Poznań                                                                | 34,55    | Maria Kwaśniewska ŁKS Łódź                                                         | 33,58    | Genowefa Cejzik AZS Warszawa                                                         | 33,32    |

## Bieg przełajowy
11. mistrzostwa w biegu przełajowym mężczyzn zostały rozegrane 23 kwietnia w Poznaniu. Trasa wyniosła 9,2 kilometra. Mistrzostwa kobiet w biegu przełajowym odbyły się tego samego dnia w Łodzi, na dystansie 0,8 km.

### Mężczyźni
| Konkurencja:             | 1. miejsce                                 | Rezultat | 2. miejsce                                | Rezultat | 3. miejsce                | Rezultat |
| Bieg przełajowy (9,2 km) | Maksymilian Hartlik Stadion Królewska Huta | 30:13,2  | Julian Strzałkowski Jagiellonia Białystok | 30:14,0  | Jan Robiński Warta Poznań | o 15 m   |

### Kobiety
| Konkurencja:             | 1. miejsce                   | Rezultat | 2. miejsce                 | Rezultat | 3. miejsce                 | Rezultat |
| Bieg przełajowy (0,8 km) | Jadwiga Nowacka AZS Warszawa | 3:05,6   | Irena Świderska AZS Poznań | 3:08,2   | Maria Szuas Pogoń Katowice | o 1,5 m  |

## Pięciobój
Mistrzostwa w pięcioboju mężczyzn odbyły się 20 sierpnia w Białymstoku, a mistrzostwa kobiet w tej konkurencji 24 września we Lwowie.

### Mężczyźni
| Konkurencja: | 1. miejsce                            | Rezultat       | 2. miejsce                 | Rezultat      | 3. miejsce                   | Rezultat     |
| Pięciobój    | Edward Luckhaus Jagiellonia Białystok | 3953,755w pkt. | Jan Wieczorek 3 psap Wilno | 3564,78w pkt. | Leon Wojtkiewicz Sokół Wilno | 3357,55 pkt. |

### Kobiety
| Konkurencja: | 1. miejsce                              | Rezultat     | 2. miejsce                           | Rezultat     | 3. miejsce              | Rezultat     |
| Pięciobój    | Stanisława Walasiewicz Grażyna Warszawa | 4193,74 pkt. | Aniela Sikora Stadion Królewska Huta | 3385,21 pkt. | Jadwiga Batiuk AZS Lwów | 3351,17 pkt. |

## Trójbój
Mistrzostwa w trójboju kobiet zostały rozegrane 20 sierpnia w Lublinie. W skład trójboju wchodziły: bieg na 100 metrów, skok wzwyż i rzut oszczepem.
| Konkurencja: | 1. miejsce                           | Rezultat | 2. miejsce                           | Rezultat | 3. miejsce                           | Rezultat |
| Trójbój      | Aniela Sikora Stadion Królewska Huta | 190 pkt. | Otylia Kałuża Stadion Królewska Huta | 126 pkt. | Aleksandra Sergiejew Strzelec Lublin | 111 pkt. |

## Maraton
Mistrzostwa Polski w biegu maratońskim mężczyzn zostały rozegrane 27 sierpnia w Wilnie.
| Konkurencja: | 1. miejsce                   | Rezultat     | 2. miejsce                            | Rezultat  | 3. miejsce                        | Rezultat  |
| Maraton      | Bronisław Gancarz Pogoń Lwów | 2:49:13,8 NR | Onufry Półtorak Jagiellonia Białystok | 2:52:10,9 | Bronisław Nowakowski Warta Poznań | 2:54:13,2 |

## Dziesięciobój
Mistrzostwa w dziesięcioboju mężczyzn odbyły się 23 i 24 września w Warszawie.
| Konkurencja:  | 1. miejsce                            | Rezultat       | 2. miejsce                   | Rezultat     | 3. miejsce | Rezultat |
| Dziesięciobój | Edward Luckhaus Jagiellonia Białystok | 6968,265w pkt. | Leon Wojtkiewicz Sokół Wilno | 6902,59 pkt. | [ c ]      |          |

## Bieg na 3000 m z przeszkodami
Mistrzostwa Polski w biegu na 3000 metrów z przeszkodami mężczyzn zostały rozegrane 24 września w Krakowie.
| Konkurencja:                  | 1. miejsce                                | Rezultat | 2. miejsce             | Rezultat | 3. miejsce                       | Rezultat |
| Bieg na 3000 m z przeszkodami | Julian Strzałkowski Jagiellonia Białystok | 10:41,6  | Bernard Polak ŁKS Łódź | 10:48,6  | Józef Milcz Pocztowy KS Warszawa |          |

## Chód na 50 km
Mistrzostwa Polski w chodzie na 50 kilometrów mężczyzn zostały rozegrane 1 października w Łucku.
| Konkurencja:  | 1. miejsce                      | Rezultat  | 2. miejsce                              | Rezultat  | 3. miejsce                          | Rezultat  |
| Chód na 50 km | Lucjan Grajda Strzelec Warszawa | 5:22:27,0 | Kazimierz Powierza Pocztowy KS Warszawa | 5:22:40,0 | Henryk Roguski Pocztowy KS Warszawa | 5:29:00,0 |